# Tadeusz Cyprian
Tadeusz Cyprian (ur. 21 lutego 1898 w Zabłotowie, zm. 8 sierpnia 1979 w Poznaniu) – polski prawnik, sędzia, profesor prawa karnego, fotografik.

## Młodość
Był synem Teofila (urzędnika, inspektora uprawy tytoniu) i Ludomiły z Oppenauerów. W 1916 ukończył Gimnazjum Franciszka Józefa we Lwowie. W czasie I wojny światowej służył w Armii Polskiej we Francji. Został mianowany podporucznikiem przez gen. Józefa Hallera. 14 października 1920 został zatwierdzony w stopniu podporucznika wojsk lotniczych. 8 stycznia 1924 został zatwierdzony w stopniu porucznika ze starszeństwem z 1 czerwca 1919 i 66. lokatą w korpusie oficerów rezerwy lotnictwa. Posiadał wówczas przydział do 2 pułku lotniczego w Krakowie. W 1934 posiadał przydział do rezerwy 1 pułku lotniczego w Warszawie.
W okresie II wojny światowej, jako porucznik lotnictwa, służył w Polskich Siłach Powietrznych, miał numer służbowy RAF P-1168. Walczył we Francji, w Afryce i w Wielkiej Brytanii.

## Kariera prawnicza
Absolwent Wydziału Prawa Uniwersytetu Jagiellońskiego, który ukończył w 1922 roku. Od 1925 roku sędzia najpierw Sądu Grodzkiego, następnie Sądu Okręgowego w Poznaniu. Jako sędzia zasądzał wiele wyroków skazujących działaczy nielegalnej Komunistycznej Partii Polski. W 1938 roku został mianowany prokuratorem Sądu Najwyższego w Warszawie. Jego rozprawy naukowe ukazywały się w czasopiśmie „Przegląd Policyjny”. Okres wojenny zahamował rozwój jego kariery.
W 1945 roku został skierowany jako obserwator reprezentujący Tymczasowy Rząd Jedności Narodowej na procesie w Bergen-Belsen. Następnie Ministerstwo Sprawiedliwości wysłało go na proces norymberski jako członka czteroosobowej polskiej delegacji, której przewodniczył prof. Marian Muszkat. W latach późniejszych pracował jako prokurator Sądu Najwyższego i wykładowca w Centralnej Szkole Prawniczej w Warszawie. Był także kierownikiem katedry prawa karnego na Uniwersytecie Adama Mickiewicza w Poznaniu. 
W latach 1947–1948 prokurator Najwyższego Trybunału Narodowego. Od 1950 profesor Wydziału Prawa Uniwersytetu Marii Curie-Skłodowskiej w Lublinie.
W 1966 roku uhonorowany nagrodą Prezydium Miejskiej Rady Narodowej w Poznaniu).
Mimo wielu obowiązków zawodowych potrafił połączyć pracę ze swą pasją jaką była fotografika (był prezesem Polskiego Towarzystwa Fotograficznego).

Został pochowany na cmentarzu na Junikowie (pole 4-5-2-32).

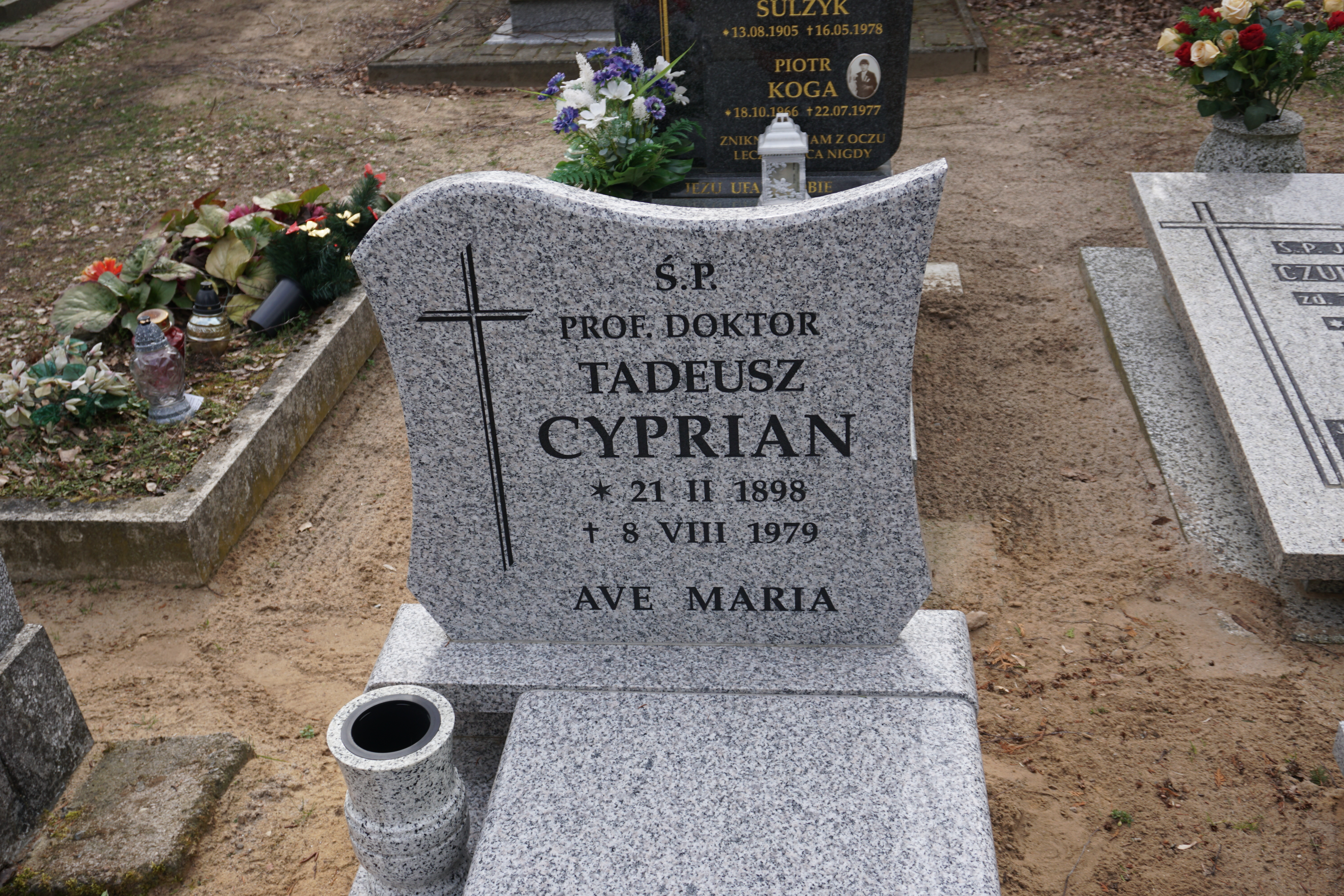
Grób prof. Tadeusza Cypriana na cmentarzu Junikowskim

## Kariera fotografika

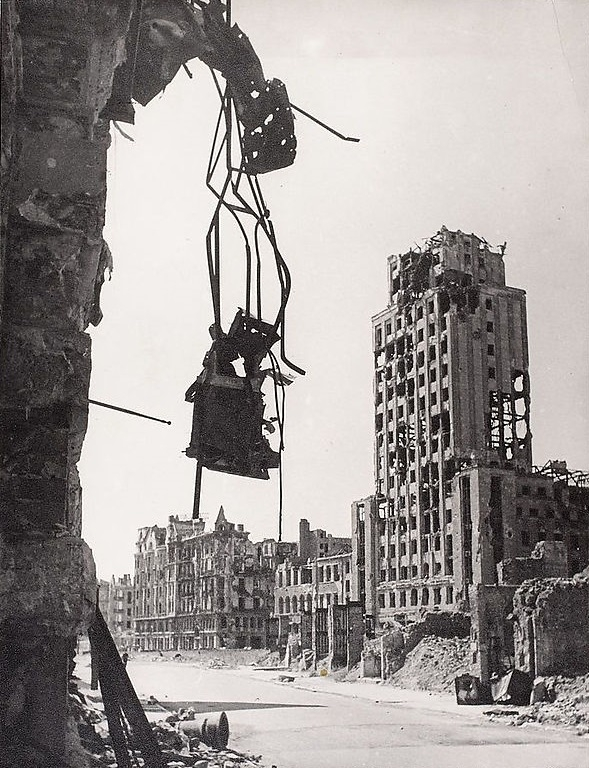
Wojna, 1949

Swą twórczość rozpoczął w 1913 roku zdjęciami krajoznawczymi z Huculszczyzny. W 1923 roku zadebiutował na I Wszechpolskiej Wystawie Fotografii Zawodowej, Artystycznej i Naukowej „Światłocień” w Poznaniu, na której otrzymał srebrny medal za zdjęcia pejzażowe i rodzajowe. Zaczął pisywać artykuły do magazynów fotograficznych. W styczniu 1928 roku objął redakcję miesięcznika Polski Przegląd Fotograficzny. W 1931 roku został zaproszony i przyjęty w poczet członków Fotoklubu Polskiego. w 1934 roku został seniorem honorowym Polskiego Towarzystwa Fotograficznego. Od 1938 należał do Fotoklubu Warszawskiego zaś w 1938 roku – został wiceprezesem Ogólnopolskiego Związku Towarzystw Fotograficznych. Po wojnie, był jednym z założycieli Związku Fotografików Polskich oraz pełnił funkcję prezesa Polskiego Towarzystwa Fotograficznego. Publikował teksty o polskiej fotografii w angielskim piśmie Photograms of the Year. Był autorem licznych podręczników fotograficznych, z których najbardziej znanym jest Fotografia. Technika i technologia.
Poza fotografią artystyczną, zajmował się także fotografią: dokumentalną – (utrwalił chociażby bombardowanie Londynu w czasie drugiej wojny czy zdjęcia z procesu norymberskiego), lotniczą oraz podróżniczą. W 1957 roku otrzymał tytuł Excellence FIAP (EFIAP) oraz w 1965 roku tytuł Honorary Excellence FIAP (HonEFIAP) – tytuły przyznane przez Międzynarodową Federację Sztuki Fotograficznej FIAP. W 1963 roku otrzymał Nagrodę „Błękitnego Szpaka” z okazji Dni Gdańska za pięćdziesięcioletnią działalność artystyczną i publicystyczną.

## Publikacje
- Prawo prasowe. Komentarz, Poznań 1939
- Prawo norymberskie, wyd. E. Kuthana, Warszawa 1948
- Oskarżamy, wyd. Przełom, Warszawa 1949
- Technika nowoczesnej fotografii, wyd. Księgarnia W. Wilak, Poznań 1949
- Fotografika, wyd. Czytelnik, Warszawa 1950
- Fotografia, technika i technologia, wyd. PWT, Warszawa 1953
- Jak fotografować, wyd. FAW, Warszawa 1954
- Sprawy polskie w procesie norymberskim, wyd. Instytut Zachodni, Poznań 1956
- Walka o zasady norymberskie, 1945–1955, wyd. PWN, Warszawa 1956
- Przestępstwa gospodarcze, wyd. PWN, Warszawa 1960
- Spekulacja, wyd. PWN, Warszawa 1960
- Nazi rule in Poland, 1939–1945, wyd. Polonia Pub. House, 1961
- Głos ma prokurator..., wyd. Iskry, Warszawa 1962
- Przed trybunałem świata, Książka i wiedza, Warszawa 1962
- Siedem wyroków Najwyższego Trybunału Narodowego, wyd. Instytut Zachodni, Poznań 1962
- Wypadki drogowe w świetle prawa karnego, wyd. PWN, Warszawa 1963
- Nie oszczędzać Polski, wyd. Iskry, Warszawa 1965
- Nieznana Norymberga, wyd. Książka i Wiedza, Warszawa 1965
- Postęp techniczny a prawo karne, wyd. PWN, Warszawa 1966
- Ludzie i sprawy Norymbergi, wyd. Poznańskie, Poznań 1967
- Nuremberg in retrospect, Western Press Agency, 1967
- Wermacht zbrodnia i kara, wyd. MON, Warszawa 1971
- Fotografia małoobrazkowa, Poznań
- Fotografia w szkole, wyd. Wsip, Warszawa 1977

## Ordery i odznaczenia
- Krzyż Oficerski Orderu Odrodzenia Polski
- Krzyż Kawalerski Orderu Odrodzenia Polski
- Złoty Krzyż Zasługi (31 stycznia 1939)[17]

## Upamiętnienie
W styczniu 1985 w poznańskim Muzeum Rzemiosł Artystycznych prezentowano wystawę Prof. Tadeusz Cyprian – fotografik i teoretyk fotografii. W latach 80. XX w. w poznańskim środowisku fotograficznym została ustanowiona nagroda im. Tadeusza Cypriana.